# Ruby Wax
Ruby Wax, née le 19 avril 1953 à Evanston, Illinois (États-Unis), est une actrice, scénariste, productrice et réalisatrice américaine.
Elle fait carrière dans la comédie au Royaume-Uni.

## Filmographie

### comme actrice
- 1985 : Girls on Top (série télévisée)
- 1981 : La Malédiction finale (The Final Conflict) : US Ambassador's secretary
- 1981 : Les Chariots de feu (Chariots of Fire) : Bunty
- 1981 : Shock Treatment : Betty Hapschatt
- 1982 : Pot problème (Things Are Tough All Over) : Restaurant Patron
- 1985 : Ouragan sur l'eau plate (Water) : Spenco executive
- 1985 : Coup de foudre dans l'Orient-Express (TV) : Susan Lawson
- 1985 : Girls on Top (série télévisée) : Shelley DuPont
- 1988 : Comte Mordicus ("Count Duckula") (série télévisée) : Additional Voices (voix)
- 1997 : Le Petit monde des Borrowers (The Borrowers) : Town Hall Clerk
- 2002 : Commercial Breakdown (série télévisée) : Presenter
- 2004 : Planet Cook (série télévisée) : Roxy (voix)
- 2005 : Tara Road : Carlotta
- 2005 : Popetown (série télévisée) : The Pope (voix)

### comme scénariste
- 2002 : Ruby (série télévisée)

### comme productrice
- 1991 : Ruby Takes a Trip... (TV)
- 1997 : The Ruby Wax Show (série télévisée)

### comme réalisatrice
- 1997 : The Ruby Wax Show (série télévisée)